# コルテ・デ・コルテージ・コン・チニョーネ
コルテ・デ・コルテージ・コン・チニョーネ（伊: Corte de' Cortesi con Cignone）は、イタリア共和国ロンバルディア州クレモナ県にある、人口約1,000人の基礎自治体（コムーネ）。

## 地理

### 位置・広がり

#### 隣接コムーネ
隣接するコムーネは以下の通り。括弧内のBSはブレシア県所属を示す。
- ボルドラーノ
- カザルブッターノ・エドゥニーティ
- オルメネータ
- クインツァーノ・ドーリオ (BS)
- ロベッコ・ドーリオ
- ヴェロラヴェッキア (BS)

### 気候分類・地震分類
気候分類では、zona E, 2389 GGに分類される。
また、イタリアの地震リスク階級 (it) では、zona 3 (sismicità bassa) に分類される
。